# Hadronyche infensa
Espèce
Synonymes
- Atrax infensus Hickman, 1964

Hadronyche infensa est une espèce d'araignées mygalomorphes de la famille des Atracidae.

## Distribution
Cette espèce est endémique d'Australie. Elle se rencontre dans l'extrême Nord-Est de la Nouvelle-Galles du Sud et dans le Sud-Est du Queensland.

## Description
La carapace du mâle décrit par Gray en 2010 mesure 10,78 mm de long sur 9,38 mm et l'abdomen 9,86 mm de long sur 7,48 mm et la carapace de la femelle mesure 11,63 mm de long sur 10,27 mm et l'abdomen 15,98 mm de long sur 10,88 mm.

## Publication originale
- Hickman, 1964 : On Atrax infensus sp. n. (Araneida: Dipluridae) its habits and a method of trapping the males. Papers and proceedings of the Royal Society of Tasmania, vol. 98, p. 107-112.